# Callistoe
Callistoe vincei is een uitgestorven buideldierachtige behorend tot de familie Proborhyaenidae van de Sparassodonta. Het was een carnivoor die tijdens het Eoceen in Zuid-Amerika leefde. 

## Fossiele vondsten
Callistoe werd beschreven op basis van een bijna compleet en goed bewaard gebleven skelet uit de Lumbrera-formatie in de Argentijnse provincie Salta. Deze formatie dateert uit de South American Land Mammal Age Casamayoran in het Vroeg-Eoceen.

## Kenmerken
Callistoe had de bouw van een marter, maar was met een geschat gewicht van 23 kg zwaarder en bovendien leefde dit dier op de grond. De lange, gekromde klauwen wijzen op aanpassingen voor graven. Vermoedelijke prooidieren waren gordeldierachtigen en kleine hoefdieren. 